# Southside Flyers
Le Southside Flyers sono una società cestistica avente sede a Dandenong, in Australia. Fondate nel 1992, con Dandenong Rangers, giocano nella Women's National Basketball League  (WNBL).
Disputano le partite interne al Dandenong Basketball Stadium.